# U・ボート (映画)
『U・ボート』（原題：Das Boot、英題：The Boat）は、1981年の西ドイツの戦争映画。
監督はウォルフガング・ペーターゼン、出演はユルゲン・プロホノフとヘルベルト・グレーネマイヤーなど。
日本での公開は1982年、日本ヘラルド映画配給。1997年（日本では1999年5月1日）には、ペーターゼン自ら編集したディレクターズ・カット版が公開された。

## 概要
第二次世界大戦中にロータル＝ギュンター・ブーフハイムがU-96に同乗して取材した経験を基にした小説『Uボート』（原題：Das Boot）を原作とし、当時大西洋を席巻したドイツの潜水艦・Uボートの艦内を舞台として、極限状態における人間のありようをリアルに描写した戦争映画。当初はテレビシリーズとして製作が開始され、これを映画に編集したものが1981年にドイツで公開された。それから3年後の1984年に、イギリスのBBC2で全6話、合計約300分のドラマシリーズとして放映され、およそ700万人が視聴した。翌1985年2月にはドイツのテレビでも放送され、全世帯の50％から60％で視聴された。
1982年に映画がアメリカ合衆国で公開されると、同年のアカデミー賞で6部門にノミネート（監督、撮影、視覚・音響効果、編集、音響、脚色）されるなど、国際的に広く評価された。また、監督・脚本を手がけたウォルフガング・ペーターゼンは、本作をきっかけにハリウッドへと進出することになった。
構想から完成まで4年の歳月を費やし、3200万マルク（当時のレートで1850万ドル、約40億円）という巨額の製作費の下（ドイツ映画としては1927年の『メトロポリス』に次ぐ規模）でUボートの実物大レプリカが建造された。このセットを用いたリアルな艦内描写が作品の中心に据えられており、物語が進むにつれ薄汚れ・髭だらけになり匂い立つばかりにまで演出される乗組員の有り様が、他に類を見ない迫力を出している。本作の出演者は当時無名の俳優たちであったが、本作を出世作として以後活躍している者も少なくない。
また、クラウス・ドルディンガーによるテーマ曲は、1991年にテクノ風にリミックスされヨーロッパを中心にヒットした。
2018年には続編として、『Uボート ザ・シリーズ 深海の狼』（全8話）、2020年には『Uボート ザ・シリーズ2 深海の狼』（全8話）が制作された。

## ストーリー
第二次世界大戦中の1941年秋、ナチス・ドイツの占領下にあったフランス大西洋岸のラ・ロシェル港から、1隻のUボート「U96」が出航する。彼らに与えられた任務は、大西洋を航行する連合国護送船団への攻撃であった。報道班員のヴェルナー少尉はUボートの戦いを取材するため、歴戦の艦長と古参のクルー、若者ばかりの水兵を乗せたU96に乗り込む。荒れ狂う北大西洋での孤独な索敵行、ようやく発見した敵船団への攻撃と戦果、海中で息を潜めながら聞く敵駆逐艦のソナー音と爆雷の恐怖、そして目の前に突きつけられた死に行く敵の姿。疲労したU96の乗組員たちはクリスマスには帰港できることを願うが、母国から届いた指令はイギリス軍の地中海要衝であるジブラルタル海峡を突破してイタリアに向え、という過酷なものであった。中立国スペインのビゴにて偽装商船から補給を受けたU96は、敵が厳しく警戒するジブラルタル海峡突破に挑む。艦長、ヴェルナー少尉、そして乗組員たちの前には非情な運命が待ち受けていた。

## 主な登場人物

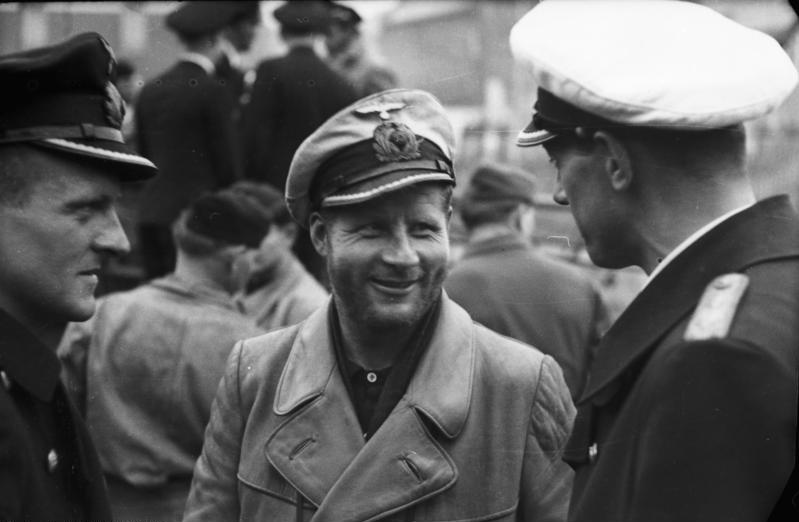
艦長のモデルとなった、ハインリヒ・レーマン=ヴィレンブロック大尉（写真中央）。1940年から1942年までU96の艦長に就任、エース級の戦果を出した者のみに与えられる騎士鉄十字章を叙勲している。

艦長
ドイツ海軍Uボート潜水艦「U96」の艦長。階級は海軍大尉。劇中では名前で呼ばれることはなく、部下からの正式な呼びかけは「ヘル・カピテーンロイトナント（大尉殿）」であるが、ドイツ海軍全般の慣習により「ヘル・カーロイ」と略されている。歴戦のベテランであるが故に、前線の状況も知らずに大言壮語する上層部には冷ややかで、出撃に浮かれる若い乗組員には憂いの目を向ける。劇中では自国のプロパガンダ放送に嫌気がさして、敢えて敵国イギリスの愛唱歌「ティペラリー・ソング」のレコードをかけさせたこともあった。戦争前は帆船の船乗りで、生粋の海の男である。モデルは、U96艦長でUボートエースの一人だったハインリヒ・レーマン=ヴィレンブロック大尉。彼も潜水艦乗りの前は水上艦勤務の経歴を持っていた。
ヴェルナー少尉
Uボートを取材するために同乗した海軍報道班員。海軍報道班員だった原作者のブーフハイムが潜水艦を取材した際の体験が投影されたキャラクター。下士官室で専用のベッドを与えられるなど序盤は“お客様”扱いされていたが、徐々にUボートの戦いの過酷な現実を知る。テレビドラマ版では物語の語り部を務めている。
機関長
多くの航海を艦長と共にしてきた、ベテラン機関長。階級は海軍中尉。ケルンに残した妻が出港前日に出産のため入院し、しかもケルンが空襲を受けたことから、出撃前夜祭では彼女のことを気遣っていた。今回が12回目の出撃で、これを最後に艦を降りる予定。艦長の命令通りに舵を操るため、艦橋下の発令所にいることが多い。
先任士官
メキシコ育ちで農園の若旦那だったが、ドイツ国内の情勢変化に伴い帰国。ヒトラー・ユーゲント団長を経て海軍士官に任官した青年。階級は海軍中尉。生真面目な性格で、常に髭を剃って小奇麗にしているため、むさ苦しい艦内の雰囲気から浮いている。手の空いているときは士官候補生たちに講義を行っている。しかし、決して口先だけの人物というわけではなく、魚雷発射時には照準指揮をとる。
次席士官
元銀行員で、先任士官とは対照的に陽気で空気の読めない冗談好き。階級は海軍中尉。暗号で届く指令をエニグマ暗号機で復号し報告するのが仕事の一つ。発令所その他においてヴェルナーの取材に積極的に協力し、現在の状況を素人であるヴェルナー（及び視聴者）に説明する。先任士官のことを「ケツの穴までコチコチのナチ」と冗談混じりに評し、艦長からその評をたしなめられている。
クリーヒバウム航海長
機関長同様に、長らく艦長と航海を共にしてきた下士官。階級は兵曹長に相当する。浮上中には艦橋で天測を担当し、それを元に艦の現在位置を測定する。クールな性格で淡々と仕事をこなす。後にジブラルタルで敵機から機銃掃射を受け重傷を負う。
ウルマン
ヴェルナーの向かいの寝台を割り当てられている士官候補生。フランスの花屋の娘を妊娠させ、周囲には内緒で婚約している。写真を眺めながら彼女の身を案じつつ、暇をみては手紙を書きためている。
ヨハン
機関兵曹長。発令所から機関部に指示を出す機関長に対して、機関科の現場責任者。滅多に機関室から外に出ないため、（機関室の）“幽霊”と渾名される。すでに8回の出撃も経験しているが、敵駆逐艦からの激しい爆雷攻撃に錯乱してしまう。しかし、ジブラルタルでは自分の職責を果たした。
ヒンリッヒ兵曹
聴音・通信を担当し、衛生兵も兼ねる。潜航中はヘッドフォンを耳に当てて音を頼りに外部の様子を探り、負傷者には献身的な手当てを施す。持ち場が艦長室の向かいにあるため、艦長と会話する場面も多い。
ランプレヒト兵曹長
水兵をまとめあげる役目を担う。出港後すぐヴェルナーに艦内を案内する。魚雷命中の際に興奮して水兵を騒がせてしまい、あわてて黙らせた。無線で届いたサッカーの試合の結果に激しく落胆するなど感情豊かな人物。ディレクターズ・カット版の冒頭では泥酔しており、出撃前夜祭に向かう艦長の車を止めた。
ピルグリム二等兵曹
髪につけているグリースがとても臭いらしい。荒天下の浮上航行中、艦橋に打ち寄せた波にさらわれて転落しかけ、骨折した。尻毛で結び目が作れるのが自慢。
アリオ
機関兵。短気な男で、作業中の艦内を取材していたヴェルナーにイラついて汚れた布を投げつけたり、戦闘中に神に祈っていた兵士を殴りつけたりする。
その他の兵士たち
平均年齢19歳で構成される経験の浅い水兵。現実主義者の艦長からは「子供十字軍」だと思われている。
フィリップ・トムゼン大尉
ヴェルナー達の出航前日に帰港してきた歴戦のUボート艦長。戦功により騎士十字章を受章し、港の酒場には部下たちと共に酩酊した状態で現れて一同から祝福を受けるが、翌朝のU96の出港を沈鬱な表情で見送る。次の任務では離れた場所で哨戒をしているはずが、悪天候や潮流の影響もあり洋上で鉢合わせしてしまう。

## キャスト
| 艦長                 | ユルゲン・プロホノフ         | 羽佐間道夫                                                 | 内海賢二 | 大塚明夫 |
| ヴェルナー少尉       | ヘルベルト・グレーネマイヤー | 池田秀一                                                   | 野沢那智 | 堀内賢雄 |
| 機関長               | クラウス・ヴェンネマン       | 小林恭治                                                   | 樋浦勉 | 金尾哲夫 |
| 第一当直士官         | フーベルトゥス・ベンクシュ   | 松本大                                                     | 津嘉山正種                                                                                                  | 大滝寛 |
| 第二当直士官         | マルティン・ゼメルロッゲ     | 桑原たけし                                                 | 鈴置洋孝 | 長島雄一 |
| 一等航海士           | ベルント・ダウバー           | 西尾徳                                                     | 池田勝 | 田中正彦 |
| ヨハン               | アーウィン・レダー           | 池田勝                                                     | 青野武 | 牛山茂 |
| ウルマン少尉         | マルティン・マイ             | 岸尾大輔                                                   | 塩沢兼人 | 桐本琢也 |
| ヒンリッヒ           | ハインツ・ヘーニッヒ         | 緒方文興                                                   | | |
| 兵曹長               | ウーヴェ・オクセンクネヒト   | 遠近孝一                                                   | 千田光男 | 相沢正輝 |
| アリオ               | クロード＝オリバールドルフ   | 大友龍三郎                                                 | 郷里大輔 | 星野充昭 |
| ピルグリム           | ヤン・フェダー               | 山中一徳                                                   | | |
| トムゼン             | オットー・ザンダー           | 池田勝                                                     | 黒沢良 | 佐々木勝彦 |
| 役不明 その他        | N/A                          | 篠原正典 岸野一彦 佐田明 寺床秀太 宮田光 鈴木弘子 金野恵子 | 佐藤正治 西村知道 広瀬正志 緒方賢一 仲木隆司 大山高男 後藤哲夫 笹岡繁蔵 龍田直樹 清水信一 大滝進矢 榊原良子 | 大山高男 内田直哉 中田和宏 田原アルノ 天田益男 花田光 乃村健次 谷昌樹 松本大 緒方文興 坂東尚樹 竹村叔子 室園丈裕 |
| 日本語版制作スタッフ |                              |                                                            | | |
| 演出                 | 演出                         | 岡本知                                                     | 山田悦司 | 高橋剛 |
| 翻訳                 | 翻訳                         | 鈴木導                                                     | 宇津木道子                                                                                                  | 宇津木道子 |
| 調整                 | 調整                         | 飯塚秀保                                                   | 兼子芳博 | 山本洋平 |
| 制作                 | 制作                         | グロービジョン                                             | ザック・プロモーション                                                                                      | ザック・プロモーション                                                                                           |
| 初回放送             | 初回放送                     | N/A                                                        | 1983年10月8日 『ゴールデン洋画劇場』                                                                        | 2000年5月4日 『木曜洋画劇場』 21:00-23:44 正味135分                                                              |

## スタッフ
- 原作：ロータル＝ギュンター・ブーフハイム
- 監督・脚本：ウォルフガング・ペーターゼン
- 音楽：クラウス・ドルディンガー
- 製作：ギュンター・ロールバッハ（ドイツ語版）
- 製作助手：ミヒャエル・ビティンス（ドイツ語版）
- 撮影：ヨスト・ヴァカーノ
- 製作総指揮：ルッツ・ヘンクスト
- プロダクション・デザイナー：ロルフ・ツェートバウアー（ドイツ語版）、ゲート・ヴァイトラー（ドイツ語版）
- 編集：ハンネス・ニーケル（ドイツ語版）
- ディレクターズ・カット プロデューサー：オートウィン・フレイヤマス

## 潜水艦U96

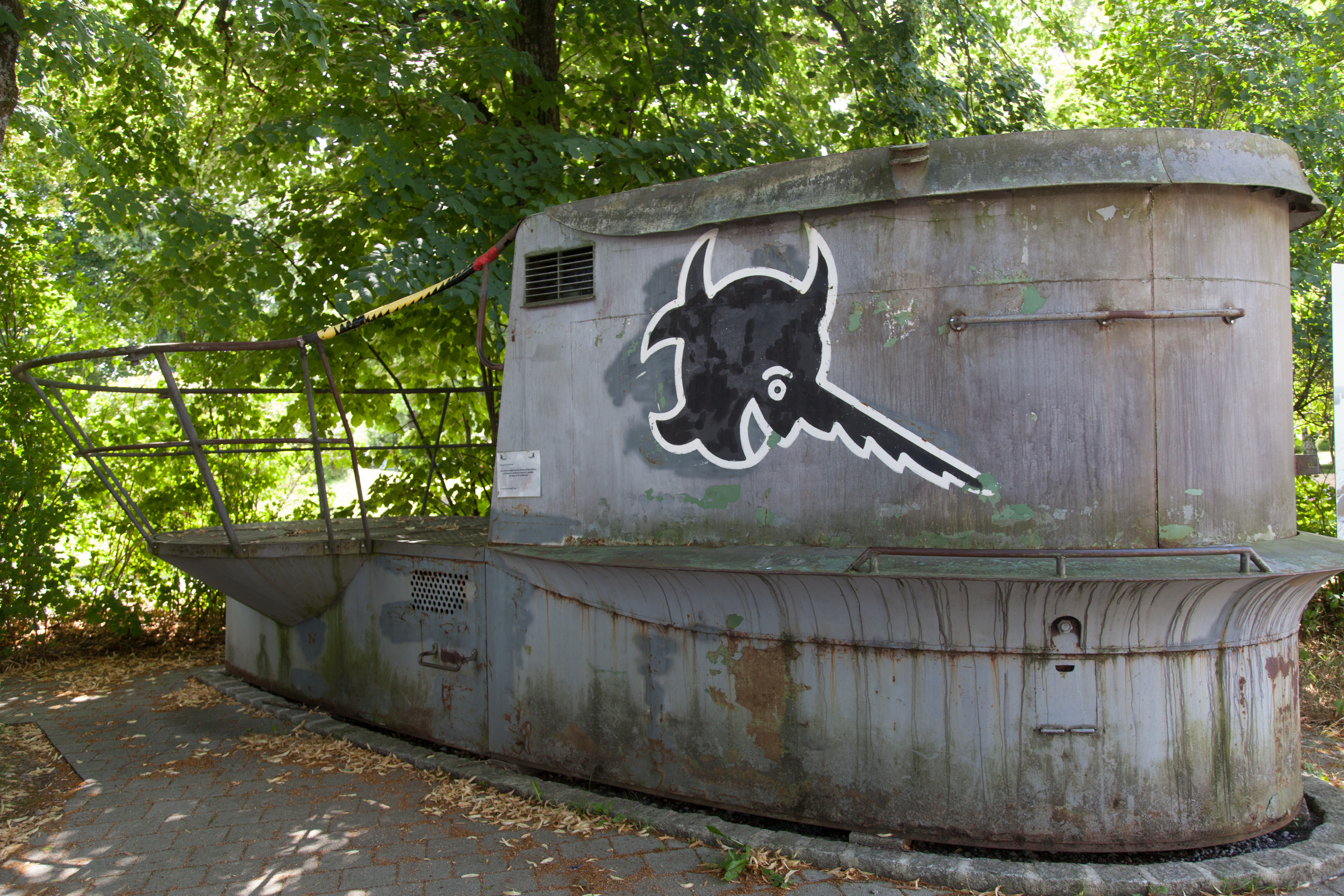
映画で再現された「笑うノコギリザメ」の艦橋部セット

本作で主人公艦として扱われるUボートは一般に「U96」と称される。原作では「UA」と表記されているが、作者のブーフハイムが戦時中にそのU96に同乗取材していたことや、艦橋両舷に描かれた「笑うノコギリザメ」のマーキングが実在のU96のものと同一であることから、DVDの字幕などでも「U96」の表記が見られる様になった。

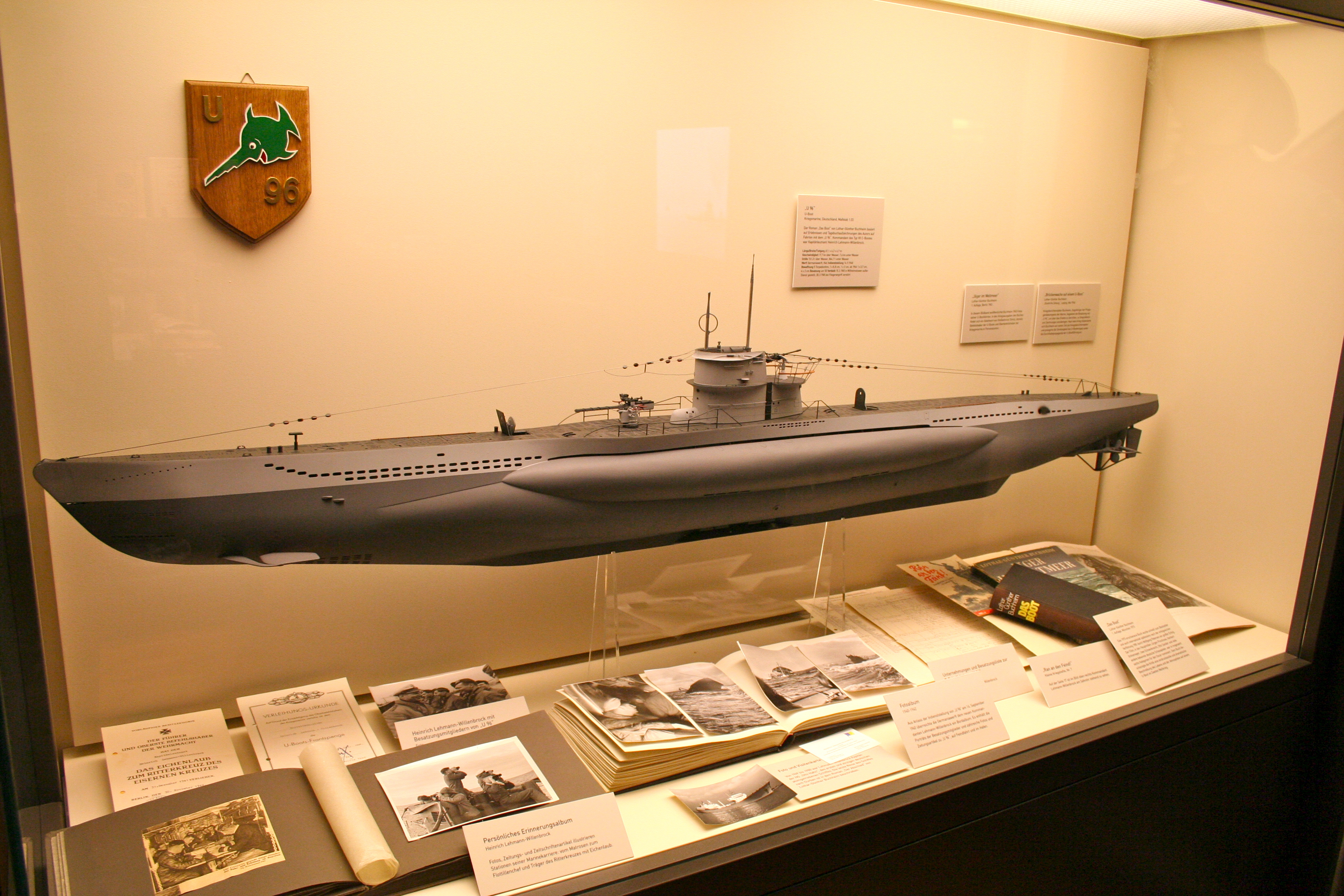
ドイツのハンブルク国際海事博物館に展示されているVIIC型U96の模型。左上には「笑うノコギリザメ」のエンブレム、右下にはブーフハイムの原作本「Das Boot」がある。

実在のU96は、第二次世界大戦期に最も多い659隻が建造されたVIIC型と呼ばれる中型Uボートの1隻である。1939年9月16日起工、1940年9月14日竣工し、本作の「艦長」のモデルとされるヴィレンブロック大尉が初代艦長を務めた。同艦長のもと1943年3月28日までに8回出撃し、28隻・199087tを撃沈破した。この功績により潜水戦隊司令へと栄転したヴィレンブロックが下艦した後も別の艦長の指揮のもと活動を続け、1943年3月に前線を退いて訓練艦となり、1945年2月に除籍となったあと、1945年3月30日にヴィルヘルムスハーフェンにてアメリカ軍の攻撃により沈没。連合軍の対潜戦術向上により作戦行動中に撃沈されたUボートが多い中、計11度もの作戦行動を生き延びた稀有な例である。
「U96」という明確なモデルは存在するものの、劇中に描かれる哨戒行動及び戦闘は概ねフィクションである。物語中に描かれる1941年秋頃には、実艦のU96もヴィレンブロック艦長のもとで哨戒任務を行っていたが、連合軍の対潜戦術の向上や船団護衛方針の転換によってか、戦果虚しく帰港している。また、登場人物の運命もモデルとなった人物のものとは少なからず異なっている。

## 撮影背景

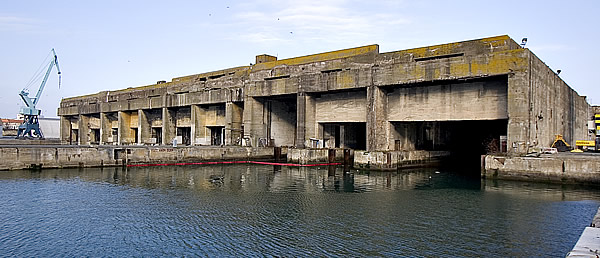
フランスのラ・ロシェルで撮影に使用されたUボート・ブンカー（整備と防空機能を兼ねた係留施設）。

1979年より制作が開始され、完成まで2年の歳月を費やした。長期間に及ぶ撮影により出演者はしだいに疲労し、伸び放題の髪に無精ひげを生やし青白い顔をした実際のUボートの乗組員の姿を再現することになった。

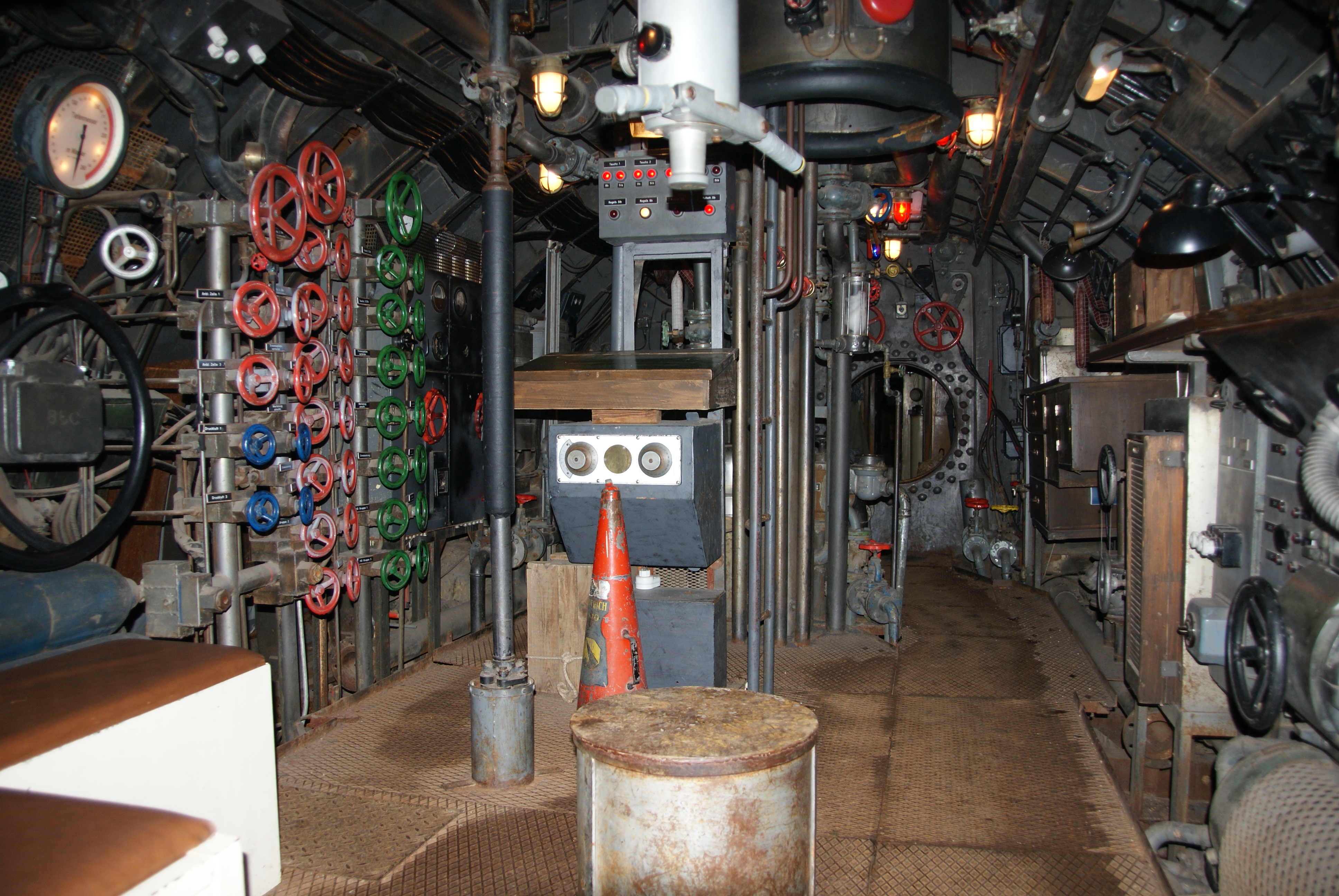
グリューンヴァルトの映画スタジオに保存されている、撮影に使用した艦内セット

艦内シーンの撮影は実物大のセットで行い、特撮シーン及び特殊効果は模型を用いて撮影された。この時建造されたUボートは、後にアメリカ映画『レイダース/失われたアーク《聖櫃》』にも登場している。現在はミュンヘン郊外グリューンヴァルトのバヴァリアフィルム（Bavaria Filmstadt）のガイド付き見学コースで、艦内セットに入ることができる。

## 音楽
クラウス・ドルディンガーによるテーマ曲は、1991年にテクノ風にリミックスされヨーロッパを中心にヒットした（U96『Das Boot』）。
劇中で2度に渡り流れる「遙かなるティペラリー（ティペラリー・ソング）」は戦前戦中期に収録された音源ではなく、1956年にソビエト連邦の赤軍合唱団（Alexandrov Ensemble）によって収録された物である。この時ソロを務めたのはコンスタンチン・ゲラシモフ（Konstantin_Grigorievich_Gerasimov）であり、特に2度目の演奏の際の赤軍合唱団とのコーラスパートはU96乗組員の歓喜の合唱シーンと相まって名シーンとして名高い。なお、映画と同じ音源は現在も幾つかのCDにて入手可能である。
軍港の岸壁で軍楽隊によって演奏される楽曲は、U96の出撃時はドイツ南東部の俗謡が軍歌として採用された『別れの歌』、帰還時はもともとはオーストリア軍楽で、ドイツ軍楽典（Armeemarschsammlung および Heeresmarschsammlung）にも収録された『アルブレヒト大公行進曲』である。

## 関連媒体

### 書籍
- 『Uボート』（ロータル=ギュンター・ブーフハイム著、松谷健二訳、早川書房、1977年）
- 『Uボート（上）』（ロータル=ギュンター・ブーフハイム著、松谷健二訳、早川文庫＜NV616＞、1991年4月19日）ISBN 4-15-040616-2
- 『Uボート（下）』（ロータル=ギュンター・ブーフハイム著、松谷健二訳、早川文庫＜NV617＞、1991年4月19日）ISBN 4-15-040617-0

### DVD
- 『U・ボート ディレクターズ・カット』（パイオニアLDC（現ジェネオン・エンタテインメント））、1999年11月26日）
- 『U・ボート ディレクターズ・カット』（ジェネオン・エンタテインメント、2005年1月26日）※上記のリパッケージ版。
- 『U・ボート パーフェクト・コレクション』（ジェネオン・エンタテインメント、2005年1月26日）『ディレクターズ・カット』、『TVシリーズ』、『オリジナル劇場版』を同梱した限定セット。
- 『U・ボート TVシリーズ完全版』（ジェネオン・エンタテインメント、2005年1月26日）
- 『U・ボート ディレクターズ・カット』（角川書店、2011年11月25日）※『ディレクターズ・カット』の廉価盤

### ブルーレイ
- 『U・ボート ディレクターズ・カット』（角川書店、2011年11月25日）

### サウンドトラック
- 『Uボート オリジナル・サウンドトラック』（1998年）※廃盤